# Cabot-Ring

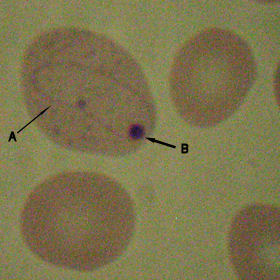
A: Cabot-Ring
B: Howell-Jolly-Körperchen

Cabot-Ringe sind dünne, unter dem Mikroskop rot-violette gefärbte, fadenförmige Stränge, welche die Form einer Schleife oder die einer acht haben. Sie werden nur in seltenen Fällen in Erythrozyten gefunden und für Mikrotubuli gehalten, welche wiederum Reste vom Spindelapparat sind.

## Zugehörige Umstände
Cabot-Ringe wurden bei einer Handvoll Fällen bei Patienten mit megaloblastärer Anämie, Hämolytische Anämie, Bleivergiftung und bei weiteren Störungen der Erythropoese beobachtet.

## Geschichte
Cabot-Ringe wurden erstmals 1903 vom US-amerikanischen Arzt Richard Clarke Cabot (1868–1939) erwähnt.